# Reinhold Mitterlehner
Reinhold Mitterlehner (Helfenberg, 10 dicembre 1955) è un politico austriaco, vice cancelliere dal settembre 2014 e cancelliere ad interim per pochi giorni nel maggio 2016 dopo le dimissioni di Werner Faymann e prima della nomina di Christian Kern.

## Biografia
Mitterlehner viene eletto per la prima volta in Assemblea federale nel 2004 e nel 2008 viene nominato Ministro dell'economia, della famiglia e della gioventù come parte del Governo di coalizione guidato da Werner Faymann del Partito Socialdemocratico. Nel settembre 2014 succede a Michael Spindelegger come leader dell'ÖVP, prendendo conseguentemente anche il suo posto da vice cancelliere. Dopo che il suo partito aveva perso voti in favore dell'estrema destra dell'FPÖ Mitterlehner minacciò di uscire dalla coalizione se i partner socialdemocratici di Faymann non avessero indurito le loro politiche sui migranti. In quanto vice cancelliere, dopo le dimissioni di Faymann assunse per un brevissimo periodo le funzioni di cancelliere fino alla definitiva nomina del socialdemocratico Christian Kern; nel nuovo governo Mitterlehner mantenne la posizione di vice cancelliere.